# Fritz Hofmann
Friedrich Carl August Hofmann, detto Fritz (Berlino, 19 giugno 1871 – Berlino, 14 luglio 1927), è stato un ginnasta, velocista, altista, triplista e pesista tedesco.

## Biografia
Hofmann era a capo della squadra di ginnastica tedesca che si era recata da Berlino ad Atene contravvenendo a quanto avevano stabilito i superiori che vedevano nella manifestazione una creazione francese.
Partecipò alle gare di ginnastica e di atletica leggera delle prime Olimpiadi moderne che si svolsero ad Atene nel 1896.
Vinse due medaglie d'oro con la squadra tedesca, nella trave a squadre e nelle parallele a squadre, nonché una di bronzo nella fune.
Conquistò un secondo posto nel 100 metri piani e prese parte alle gare di salto in alto, arrivando quinto, salto triplo e getto del peso.

## Palmarès

### Atletica leggera
| Anno | Manifestazione            | Sede  | Evento         | Risultato | Prestazione | Note |
| ---- | ------------------------- | ----- | -------------- | --------- | ----------- | ---- |
| 1896 | Giochi olimpici           | Atene | 100 metri      | Argento   | 12"2        |      |
| 1896 | Giochi olimpici           | Atene | 400 metri      | 4º        | n/d         |      |
| 1896 | Giochi olimpici           | Atene | Salto in alto  | 5º        | 1,55 m      |      |
| 1896 | Giochi olimpici           | Atene | Salto triplo   | 6-7º      | n/d         |      |
| 1896 | Giochi olimpici           | Atene | Getto del peso | 6-8º      | n/d         |      |
| 1906 | Giochi olimpici intermedi | Atene | 100 metri      | Batteria  | n/d         |      |

### Ginnastica
| Anno | Manifestazione  | Sede  | Evento                | Risultato | Prestazione | Note |
| ---- | --------------- | ----- | --------------------- | --------- | ----------- | ---- |
| 1896 | Giochi olimpici | Atene | Parallele per squadre | Oro       | n/d         |      |
| 1896 | Giochi olimpici | Atene | Trave per squadre     | Oro       | n/d         |      |
| 1896 | Giochi olimpici | Atene | Fune                  | Bronzo    | 12,5 m      |      |